# Jurij Tiffrer
Jurij Tiffrer, tudi Georg Tiffrer, Tueffer, ali Tyfarer, ljubljanski župan v 16. stoletju. 
Tiffrer je bil župan Ljubljane med letoma 1552 in 1555. Znan je bil po svoji prepirljivosti. Nasledil ga je Mihael Frankovitsch.  